# Pic de Malherbe
Campephilus melanoleucos
Pour les articles homonymes, voir Malherbe.
Espèce
Statut de conservation UICN

 LC  : Préoccupation mineure
Le Pic de Malherbe (Campephilus melanoleucos) est une espèce d'oiseau de la famille des Picidae. 

## Répartition

Son aire de répartition s'étend sur le Panamá, la Colombie, Trinité-et-Tobago, le Venezuela, le Guyana, le Suriname, la Guyane, le Brésil, l'Argentine, le Paraguay, la Bolivie, le Pérou et l'Équateur.

## Sous-espèces
Cet oiseau est représenté par 3 sous-espèces :
- Campephilus melanoleucos cearae (Cory, 1915) ;
- Campephilus melanoleucos malherbii G.R. Gray, 1845 ;
- Campephilus melanoleucos melanoleucos (Gmelin, 1788).